# Symphoromyia incorrupta
Symphoromyia incorrupta är en tvåvingeart som beskrevs av Yang, Yang och Akira Nagatomi 1997. Symphoromyia incorrupta ingår i släktet Symphoromyia och familjen snäppflugor. Inga underarter finns listade i Catalogue of Life.